# Polski Trefl
Polski Trefl (ang. "Polish Club") to nazwa rodziny brydżowych systemów licytacyjnych opracowanych w Polsce należących do rodziny systemów Trefla Wiedeńskiego.
Najpopularniejszym systemem Polskiego Trefla jest Wspólny Język, dla wielu osób "WJ" jest wręcz jednoznaczny z Polskim Treflem.
Na arenie międzynarodowej, nazwa "Polish Club" jest zazwyczaj używana do wszystkich systemów pochodzących z Polski.